# Narkissos von Jerusalem
Narkissos von Jerusalem (* um 100; † nach 213 in Jerusalem; auch Narcissus von Jerusalem) war der 30. Bischof von Jerusalem, das zu seiner Zeit als römische Kolonie offiziell den Namen Aelia Capitolina trug. Er wird von der katholischen Kirche und den orthodoxen Kirchen als Heiliger verehrt. Sein katholischer Gedenktag ist der 29. Oktober, sein orthodoxer Gedenktag der 7. August.

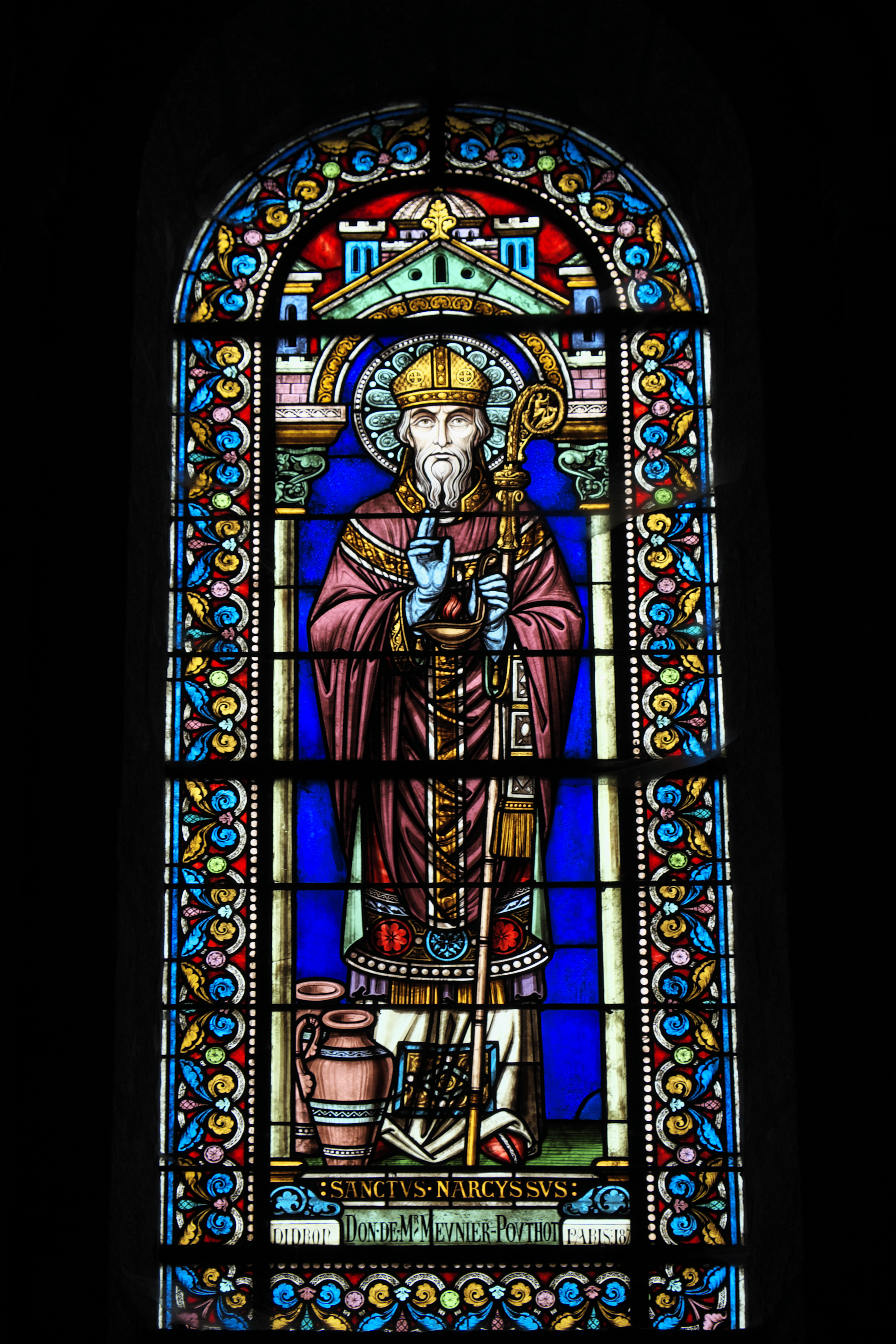
Narkissos von Jerusalem auf einem Bleiglasfenster der Kirche Saint-Barthélémy in Bénévent-l’Abbaye

Alle Informationen zu Narkissos stammen aus der Kirchengeschichte des Eusebius von Caesarea. Nach der Überlieferung war Narkissos im letzten Viertel des 2. Jahrhunderts der 30. Bischof von Jerusalem. Er bekleidete dieses Amt zweimal, unterbrochen von einem Rückzug als Anachoret in die Einsamkeit. Als Bischof von Jerusalem leitete Narkissos während seiner ersten Amtszeit zusammen mit Theophilus von Caesarea eine Provinzialsynode im Rahmen des Osterfeststreites. Hierbei bezog er Stellung gegen Polykrates von Ephesus und die von diesem vertretene Auffassung der Quartodezimaner und stand diesbezüglich auf der Seite Roms und Alexandreias. Alexander von Jerusalem, den sich Narkissos 212 als hochbetagter Greis zum Koadjutor seiner zweiten Amtszeit nahm, schrieb in diesem Jahr in einem Brief an die Gemeinde von Antinoë in Ägypten, dass Narkissos sie im Alter von 116 Jahren grüße. In seiner Amtszeit wurde für Jerusalem eine Bischofsliste erstellt, die 15 judenchristliche Bischöfe vor dem Bar-Kochba-Aufstand und danach 15 heidenchristliche Bischöfe bis zu Narkissos selbst aufführt; es handelt sich wahrscheinlich um eine „Konstruktion zur Sicherheit der apostolischen Sukzession“, um die Bedeutung des Bistums Jerusalem im Osterfeststreit zu stärken.
Eusebius berichtet, Narkissos habe während einer österlichen Nachtfeier, als das Lampenöl ausgegangen sei, die für das Öl Zuständigen angewiesen, Wasser zu holen. Nach einem Gebet über dem Wasser ließ er es in die Lampen füllen. Allen Erwartungen zum Trotz hatte sich das Wasser in Öl gewandelt und war entzündbar. Noch zu Zeiten des Eusebius soll es Gläubige gegeben haben, die ein wenig von diesem Öl aufbewahrten.
In der Kunst wird Narkissos manchmal als Bischof, der eine blühende Distel hält, dargestellt. Meistens befindet sich ein Wasserkrug in seiner Nähe. Oft ist auch ein Engel dargestellt, der seine Seele zum Himmel trägt.